# Cantón de Tartas-Este
El cantón de Tartas-Este era una división administrativa francesa, que estaba situada en el departamento de Landas y la región de Aquitania.

## Composición
El cantón estaba formado por siete comunas más una fracción de la comuna que le daba su nombre:
- Audon
- Carcarès-Sainte-Croix
- Gouts
- Lamothe
- Le Leuy
- Meilhan
- Souprosse
- Tartas (fracción)

## Supresión del cantón de Tartas-Este
En aplicación del Decreto n.º 2014-181 de 18 de febrero de 2014, el cantón de Tartas-Este fue suprimido el 22 de marzo de 2015 y sus 8 comunas pasaron a formar parte del nuevo cantón de País Morcense-Tarusate.